# Asthenorhina perbeti
Asthenorhina perbeti är en skalbaggsart som beskrevs av Alexis och Delpont 2000. Asthenorhina perbeti ingår i släktet Asthenorhina och familjen Cetoniidae. Inga underarter finns listade.